# Estorninho-das-salomão
Estorninho-das-salomão  (Aplonis grandis) é uma espécie de ave da família Sturnidae.
Pode ser encontrada nos seguintes países: Papua-Nova Guiné e Ilhas Salomão.
Os seus habitats naturais são: florestas subtropicais ou tropicais húmidas de baixa altitude.